# سفارة أستراليا في إيران
سفارة أستراليا في إيران هي أرفع تمثيل دبلوماسي لدولة أستراليا لدى إيران. تقع السفارة في طهران وهي تهدف لتعزيز المصالح الأسترالية في إيران.

## وصلات خارجية
- الموقع الرسمي
- قائمة سفارات أستراليا
- قائمة السفارات في إيران